# 대청고등학교
대청고등학교(大靑高等學校)는 대한민국 인천광역시 옹진군 대청면 대청리에 위치한 공립 고등학교이다.

## 학교 연혁
- 1975년 12월 1일 : 백령중학교 대청분교장 설립 인가
- 1976년 3월 6일 : 백령중학교 대청분교장 개교
- 1977년 12월 13일 : 대청중학교 3학급 설립 인가, 대청중학교 소청분교장 3학급 설립 인가
- 1978년 3월 1일 : 대청중학교, 대청중학교 소청분교장 개교. 초대 김홍율 교장 취임
- 1978년 12월 29일 : 대청고등학교 3학급 설립 인가
- 1979년 3월 1일 : 대청고등학교 개교
- 1980년 2월 26일 : 대청중학교 제1회 졸업(42명)
- 1982년 2월 25일 : 대청고등학교 제1회 졸업(49명)
- 2022년 3월 1일 : 제27대 윤현문 교장 취임
- 2023년 1월 27일 : 대청중학교 제44회 졸업(4명, 누계 973명)
- 2023년 1월 27일 : 대청고등학교 제42회 졸업(4명, 누계 753명)
- 2023년 3월 2일 : 입학식(중학교 6명 입학)
- 2023년 3월 2일 : 입학식(고등학교 4명 입학)

## 참고 자료
- 대청고등학교 - 한국교육학술정보원 학교알리미